# Миссис Дэллоуэй
«Ми́ссис Дэ́ллоуэй» (англ. Mrs Dalloway) — один из самых известных романов Вирджинии Вулф, опубликованный в 1925 году. На русском языке впервые издан в 1984 году в переводе Елены Суриц. Входит во Всемирную библиотеку Норвежского книжного клуба, отобранную по результатам опроса 100 писателей и литературоведов всего мира.
Повествует об одном дне из жизни женщины средних лет, Клариссы Дэллоуэй, а также раскрывает события из её прошлого, касаясь её текущих и прекращённых отношений с другими персонажами. Течение времени обозначается боем лондонских часов и является каркасом романа, по которому можно определить хронологию происходящего. Повествование переключается с одного персонажа на другого либо в момент их встречи, либо в момент появления в мыслях, оформленных в форме потока сознания. Техника потока сознания, используемая в книге, существенно определяет способ повествования и изображения персонажей.

## Сюжет

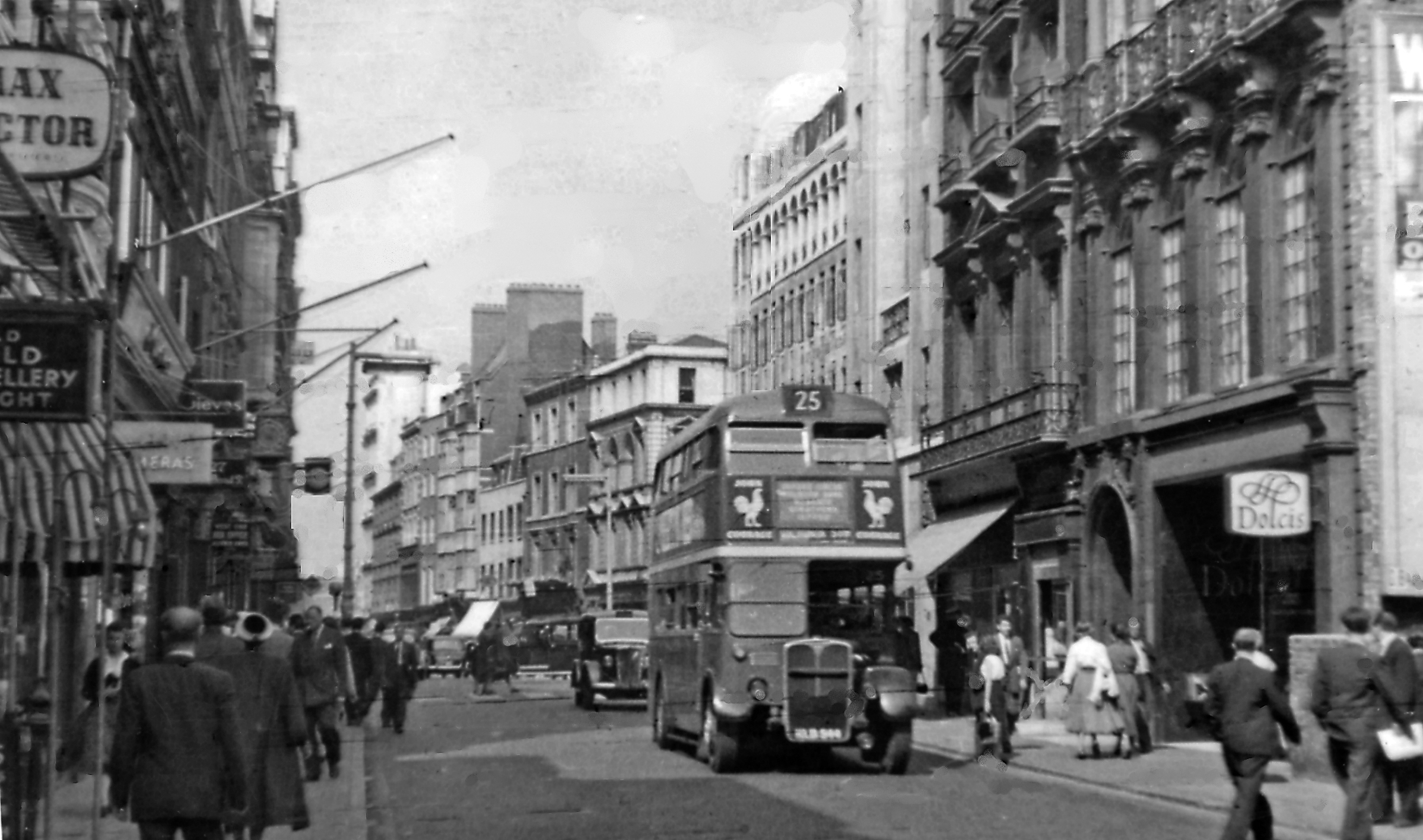
Фото улицы Бонд-стрит (одного из мест действия романа) в 1955 г.

Роман начинается с того, что одним июньским лондонским утром 1923 года Кларисса, только что вылечившаяся от болезни, отправляется за цветами для приёма, который она организует у себя дома. Во время прогулки она вспоминает своего бывшего ухажёра Питера Уолша и предполагает, что предпочесть ему нынешнего мужа, Ричарда, работающего на государственной службе, было хорошим решением. На улице она встречает своего старого друга Хью Уитбреда.
Её размышления прерывает грохот автомобильного двигателя: на Бонд-стрит прибывает важное лицо. Кларисса проходит мимо Септимуса Уоррена Смита и его жены, итальянки Лукреции, которые тоже идут по улице, — и повествование переключается на них. Септимус — молодой ветеран войны, страдающий от контузии. Шум машины, прервавший размышления Клариссы, пугает его, навевая плохие воспоминания о гибели на войне его друга Эванса.
Кларисса возвращается домой и задумывается о своей подруге детства Салли Сетон и их особых отношениях, во время которых они однажды даже поцеловались. Ричарда нет дома, потому что леди Брутон пригласила его на обед. Тут Клариссе наносит неожиданный визит Питер Уолш, вернувшийся со службы из Британской Индии по делу о своём разводе. Они говорят о настоящем, в то время как оба размышляют о прошлом: о принятых ими решениях, которые определили их нынешнюю жизнь. Кларисса приглашает на вечерний приём и Питера. Появляется Элизабет, 17-летняя дочь Клариссы, и Питер уходит. Повествование переключается на него.
Питер идёт в Риджентс-парк, где гуляют уже знакомые читателю Септимус и Лукреция Смиты. Питер снова думает о прошлом: в основном, о том, как сильно он любил Клариссу. Он также размышляет о её снобистском поведении. У Смитов идёт жаркий спор о самоубийстве, который Питеру как стороннему наблюдателю видится простым спором между молодыми любовниками. Он не воспринимает глубину их переживаний и не замечает, насколько неуверенно себя чувствует Септимус. Лукреция договаривается с мужем о визите к психиатру сэру Уильяму Брэдшоу. Этот врач не воспринимает болезнь всерьёз и только рекомендует Септимусу покой.
Тем временем, Ричард обедает у леди Брутон, где присутствует и приятель Клариссы Хью Уитбред. Клариссу не пригласили на обед, поэтому её настроение и было подпорчено. Во время обеда Ричард размышляет о том, чтобы пойти домой и признаться жене, как сильно он её любит; но в итоге он не решается на это признание.
Их дочь Элизабет занимается со своим репетитором, мисс Килман, и они вместе пьют чай. Оказывается, что миссис Дэллоуэй и мисс Килман смотрят друг на друга свысока и недолюбливают друг друга. Элизабет едет от мисс Килман на автобусе домой, но по пути прогуливается и наслаждается свободой.
Септимус и Лукреция идут домой и ждут прибытия доктора Холмса, бывшего лечащего врача ветерана. Септимус не хочет находиться под контролем врача, отказывается так жить, поэтому совершает самоубийство, выпрыгнув из окна.
Вечерний приём у Дэллоуэев начинается в последней части романа. Появляются многие персонажи из прошлого Клариссы, в том числе оба её возлюбленных: Питер и Салли. Также прибывают психиатр Уильям Брэдшоу и его жена, которые заводят разговор о смерти Септимуса. Кларисса остаётся разочарована вечером.

## Персонажи
- Кларисса Дэллоуэй — главная героиня романа, 52 года. В течение жизни симпатизировала многим женщинам из среды своих знакомых и дружила с ними. Несмотря на ухаживания Питера, когда-то вышла замуж за Ричарда по причине ощущения себя независимой рядом с ним, однако, замечает, что не может воспринимать себя иначе как его женой, лишь как надстройкой к нему. Внешне она «прелестная женщина», «в ней есть что-то птичье», и «волосы у неё почти совсем седые». Хорошо знает людей, но редко делится своими чувствами с окружающими. Может наслаждаться чем угодно. Много занимается общественным положением семьи, продвижением её в свете; на вечернем приёме играет свою роль в тех же целях, притворяясь практически перед всеми.
- Ричард Дэллоуэй — муж Клариссы. Как член парламента, он много работает, «всегда такой надёжный, настоящий джентльмен». Поддерживает тесные отношения с английским высшим обществом. Он чувствителен, любит свою жену и дочь, но не может признаться в любви. Он когда-то ревновал Клариссу к Питеру Уолшу, её старому ухажёру, но уже перестал считать его соперником. Ему нравится, что он нужен своим женщинам.
- Элизабет Дэллоуэй — дочь Клариссы и Ричарда, 17 лет. «Силы самовыражения — возможно, этого ей не хватало, но её глаза были прекрасны». Близка с мисс Килман, но находит её одновременно странной и неловкой. В неё уже влюблялись многие мужчины, но для неё свобода напрямую связана со счастьем.
- Питер Уолш — старый друг Клариссы, когда-то предложивший ей свою руку и сердце, но получивший отказ. «Его интересовала ситуация в мире; Вагнер, поэзия Поупа, человеческий характер, да, во веки веков, но скорее несовершенства его собственной души». 5 лет провёл в Британской Индии, где женился, развёлся и теперь готовится жениться снова. Один из гостей на вечере, ждёт его, чтобы поговорить с Клариссой и побыть рядом с ней. Многократно сомневается, не зря ли потратил свою жизнь, а иногда, наоборот, ещё не чувствует себя старым. Он не осознает своих чувств и ведёт себя непредсказуемо.
- Салли Сетон / леди Россетер — лучшая подруга Клариссы, в которую в молодости она была влюблена. Под её влиянием Кларисса увлеклась чтением и социальными проблемами. Любит вести себя скандально, «иногда делала безобразия». Когда-то вышла замуж, родила пятерых детей и стала редко видеться с Клариссой. В романе она долго существует лишь в памяти Клариссы, но появляется на званом вечере.
- Септимус Уоррен Смит — ветеран Первой мировой войны, 30 лет. До войны был успешным, сообразительным молодым человеком. После войны став инвалидом, страдает от посттравматического стрессового расстройства, галлюцинаций, слышит голоса, но не осознаёт этого. Очень чувствителен к цветам и красотам природы. На первый взгляд, он совершенно не похож на Клариссу, но думает так же, при этом делится своим опытом с другими.
- Лукреция (Реция) Уоррен Смит — жена Септимуса, 24 года. Родилась в Италии, после замужества переехала в Англию. Ей грустно, потому что она хотела бы «нормального» брака с детьми и, конечно, не мечтала о настолько больном муже. Она хочет защитить Септимуса от врачей.
- Сэр Уильям Брэдшоу — известный и уважаемый психиатр, к которому обратился Септимус по совету лечащего врача, доктора Холмса. Общительный человек, который «любил свою профессию; он был прекрасным зрелищем на любом приёме, а также искусным оратором». Он признаёт, что болезнь Септимуса была вызвана войной, но не оказывает ему должной помощи.
- Хью Уитбред — друг Клариссы с детства. «Привилегированное, но ужасно самодовольное существо».
- Мисс Килман — учительница истории у Элизабет Дэллоуэй, им нравится быть вместе. Придерживается коммунистических взглядов и отвергает ту форму благополучия, которой довольствуется Кларисса.
- Леди Брутон — дочь генерала, старая аристократка. Приглашает на обед Ричарда, но без Клариссы.

В романе также фигурируют две служанки Клариссы: Люси и миссис Уокер. На вечеринке читатель знакомится, среди прочих, с Элли Хендерсон, бедной тихой кузиной Клариссы, с мисс Хеленой Пэрри, пожилой тётей Клариссы, а также с премьер-министром Великобритании. Когда Септимус и Лукреция гуляют по Риджентс-парку, их пугает молодая шотландка Мейси Джонсон. Жена психиатра — леди Брэдшоу, — как оказывается, ранее перенесла нервный срыв. Соседка Клариссы, таинственная старуха, также занимает часть её мыслей.

## История создания

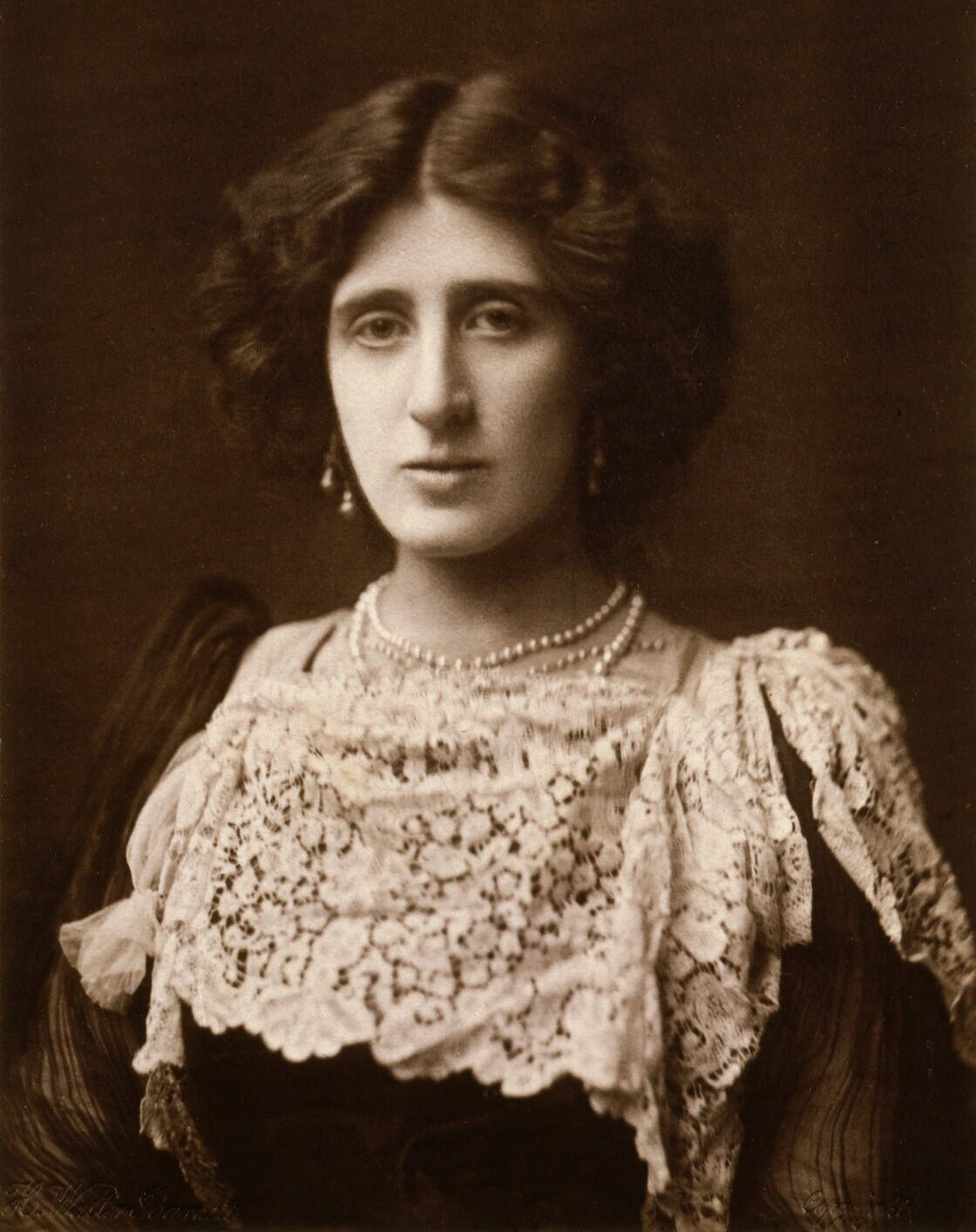
Леди Оттолайн Моррелл, прообраз Клариссы Дэллоуэй, в 1902 г. Фото Генри Уолтера Барнетта

Пара Дэллоуэев фигурировала в четырёх предыдущих рассказах Вирджинии Вулф. Очерк «Миссис Дэллоуэй с Бонд-стрит» был опубликован в журнале в 1923 году. В этом очерке вечер и подготовка к нему играют важную роль как мотив. Идея романа возникла у писательницы в 1922 году, его первый вариант был завершён в 1924-м и после незначительных доработок впервые опубликован в мае 1925 года.
Читатель знакомится с мистером и миссис Дэллоуэями в самом первом романе Вулф «Прогулка». Там муж сильно доминировал над женой, которая была показана зависимой и поверхностной; в «Миссис Дэллоуэй» они оба стали более симпатичными. В «Комнате Джейкоба», опубликованной в 1922 году, Вирджиния Вулф подняла несколько тем, которые она затем развила в «Миссис Дэллоуэй». Роман должен был выйти под названием «Часы», но позже оно было изменено.
Написание романа продвигалось медленно. Вот что писала Вулф, работая над книгой: «В эти дни мне часто приходится сдерживать своё волнение: как будто я продираюсь через стену тумана, или как будто что-то бешено барабанит рядом со мной… Общее ощущение поэзии бытия — вот что захватывает меня в это время».
В романе много автобиографических элементов. Вирджиния Вулф хотела исключить из собственной жизни мужественность, иерархию, доминирование, конкуренцию, дружба женщин означала для неё свободу — всё это появляется и в жизни главной героини Клариссы. Вулф критикует лицемерный образ жизни своего класса в романе, кульминацией которого является вечер. Сама писательница страдала от психических заболеваний (на момент написания романа пережила уже четыре попытки самоубийства), описанных, среди прочего, в образе ветерана войны Септимуса. Кроме того, у неё был столь же неудачный опыт с врачами: они не могли её вылечить.
Летом 1909 года Вирджиния Вулф познакомилась с леди Оттолайн Моррелл, аристократкой и покровительницей искусств. Она присоединилась к кружку Блумсбери, где и заворожила всех своей экстравагантной внешностью. Её экзотический образ жизни повлиял на кружок, и его члены с радостью приняли приглашение приходить к Моррелл домой на Бедфорд-сквер по четвергам в 10 часов, куда заезжали и такие посетители, как Д. Г. Лоуренс и Уинстон Черчилль. Позже местом встречи «Блумсбери» стала и её усадьба Гарсингтон недалеко от Оксфорда. Вулф в своём романе «Миссис Дэллоуэй», который она даже называла «гарсингтонским романом», создала литературный памятник Оттолайн Моррелл.

## Стиль и жанр
В своих романах Вирджиния Вулф использовала технику потока сознания, которая к моменту публикации «Миссис Дэллоуэй» уже почти стала литературной обыденностью. Новизна же романа заключается в том, что в нём стирается граница между прямой и косвенной речью, настоящим и прошлым, мыслями и реальностью. Согласно собственному определению автора, «Миссис Дэллоуэй» — это модернистский роман.
События строго определены в пространстве и времени и происходят в течение одного дня. Несколько персонажей имеют очевидные отношения друг с другом, поэтому в романе всегда ясно, от какого персонажа исходит то или иное впечатление или мысль. По сути, Вулф разделяет пространство и время двумя способами: история останавливается во времени, а действие переключается на другое место или персонажа; или же мы можем перемещаться во времени в сознании персонажа, не меняя локацию. Течение времени определяют часы Лондона. Поток сознания персонажей уносит читателя в прошлое, тем самым оказываясь вне временной шкалы романа.
Герои романа живут в Лондоне, и их мысли часто связаны между собой. У них также есть общие переживания: загадочная машина, самолёт, вырисовывающий неразборчивый текст на небе, и женщина, поющая на улице. Почти всё важное они скрывают друг от друга (Кларисса так и не рассказала Питеру, почему не вышла за него замуж), настоящий разговор происходит лишь в их мыслях, но они прекрасно понимают друг друга даже без слов. В тексте не раскрываются глубинные пласты личности, вместо невыразимых вещей Вулф часто использует термин «что-то». Читатель лишь на мгновение заглядывает в мысли персонажей, поэтому не может узнать их характеры во всей их сложности.
«Миссис Дэллоуэй» во многом похожа на «Улисса» (1918—1920). Оба романа якобы рассказывают историю одного дня и уделяют больше внимания прошлому, чем настоящему, но книга Вулф намного короче и менее претенциозна; её технические решения также много проще. Мир «Миссис Дэллоуэй» гораздо уже, чем мир «Улисса», однако Вулф больше заботится о том, чтобы «вести» своего читателя: переключаясь с одного персонажа на другого, она даёт временной сигнал, который не даёт блуждать, а, перемещаясь во времени, книга всегда напоминает читателю, «за кого» он читает. Сюжет, персонажи и комментарий писательницы подчинены теме времени, смерти и личности, их взаимосвязи друг с другом. Этот метод — представление опыта через фильтр мыслей — находится на полпути к герметичному миру Джойса.

## Трактовка

### Феминизм
Первая мировая война изменила жизнь британских женщин: они стали работать на предприятиях, куда их ранее не нанимали, а в 1918 году женщинам старше 30 лет было предоставлено и право голоса. В 1920-е годы — когда происходит действие романа и когда он был опубликован — число занятых умственным трудом женщин быстро росло; доля незамужних работающих женщин в обществе превышала прежние показатели многократно. Эти внешние обстоятельства повлияли и на мысли, выраженные в романе.
Феминистские идеи пронизывают роман и жизнь персонажей. Кларисса — независимый, но не феминистский персонаж. Некогда у неё были дружеские отношения с женщиной (Салли), которая и познакомила её с важностью прав женщин. Кларисса не борется за равноправие женщин, но ей всё же нужна независимость и свобода.
Среди прочего, в романе изображены разочарование и одиночество, связанные с ролью женщины. Кларисса не вышла замуж за Питера потому, что его любовь была собственнической и властной, и она боялась лишиться своей свободы; между тем, и свой брак с Ричардом она также считает неудачным, несмотря на зажиточность. Салли выступала против патриархата и требовала равных прав для женщин, это вдохновляло и Клариссу, её отношения с Салли были когда-то реакцией против патриархата. В конце концов, Салли выходит замуж и становится обычной матерью, вписываясь в общество.
Мисс Килман ненавидит Клариссу, считая её продуктом патриархального общества, жертвой которого стала и эта мисс. Она подавляет свою женственность, носит мужскую одежду и выступает за агрессивные мужские ценности.
У Элизабет теперь, по окончании войны, появляется шанс жить, как «современная женщина»: «Юриспруденция, медицина, политика: все эти сферы открыты для женщин поколения Элизабет». Отец сначала даже не узнаёт её на вечеринке, а когда узнаёт, то считает её скорее декоративным предметом, частью незначительного женского мира. У неё есть два варианта: либо она продолжает жить в этом «женском мире», где даёт обеды её мать, либо уходит в общество, где доминируют мужчины; но это не путь современной женщины. В девушке эмоциональность Клариссы смешивается с влиянием профессиональной жизни мисс Килман, и это предвещает рождение новой женской идентичности.
Роман изображает «тёмную сторону» патриархата в отношениях между Септимусом и Лукрецией. Септимус пошёл на войну со всей самоотверженностью, а теперь не может смириться с тем, что мир отличается от того, каким он его видел. Он женился на Лукреции без любви, просто из страха одиночества. Септимус не хочет детей, потому что отказывается присоединиться к патриархату как отец, поэтому его жена и чувствует себя совершенно одинокой в чужой стране.

### Межличностные и межполовые отношения
Один из важных принципов истории заключается в том, что каждый человек здесь заперт в собственном сознании. Поиск миссис Дэллоуэй инструментов для общения с другими людьми является основным мотивом этой книги. Вечер как кульминация романа символизирует в том числе и желание создать отношения. Вечеринки сближают людей, но такое единение поверхностно; их участники часто чувствуют себя даже более одиноко, чем находясь в одиночестве. Кларисса пытается построить настоящие отношения с другими людьми, цепляясь при этом за свою индивидуальность (она так же отвергла и Питера, потому что он хотел доминировать над ней), и ей трудно найти баланс. В браке она чувствует себя свободной и одинокой одновременно. Во многом Питер является в романе воплощением независимости, и именно из-за этого он становится уязвимым; Септимус также сходит с ума от изоляции своей души, из-за чего совершает самоубийство.
У Септимуса и Клариссы особая «связь». Он не знает миссис Дэллоуэй, но она к нему ближе всех. Их жизни время от времени пересекаются. В предисловии к изданию 1928 года Вулф раскрывает, что Септимус на самом деле является альтер эго Клариссы и что они воплощают в себе положительные и отрицательные стороны человечества. Оба охотно участвуют в жизни, одобряют империализм, британский национализм и войну; но оба видят красоту мира, несмотря на страдания и изоляцию. Кларисса рассматривает смерть Септимуса как отчаянный, но приемлемый инструмент для общения.
Отношения Дэллоуэев характеризуются отсутствием межполовой близости и одиночеством. Любовь Клариссы к Салли оказывается самым сильным чувством, которое она когда-либо испытывала в своей жизни: «Это было совсем не то, что она могла бы чувствовать к мужчине. Это было совершенно бескорыстное чувство, которое можно только представить между женщинами, между женщинами, которые только что стали взрослыми». Согласно одной из интерпретаций, миссис Дэллоуэй гомосексуальна и выбирает безопасную буржуазную жизнь рядом с мужем, вынужденная отказаться от настоящей любви.

### Болезнь и смерть
Важную роль в романе играют психические заболевания и вопрос о том, что считается нормальным в обществе. Септимус покорно сражался в Первой мировой войне, из которой вернулся домой уважаемым ветераном. Спустя несколько месяцев его одолела ужасная паника и чувство вины: с тех пор он не мог ни чувствовать, ни любить и считал, что его болезнь неизлечима. Он страдает от посттравматического стрессового расстройства, которое в то время называли «гранатомётным шоком». Его фигура примечательна в литературе тем, что он является одним из первых персонажей литературы, у которого можно наблюдать травмы, причинённые именно Первой мировой войной. По другому толкованию, он излишне чувствителен, чувствует себя чужим в мире, будучи неспособным в него вписаться. У него случаются суицидальные мысли, галлюцинации (ему часто кажется, что он видит своего друга, погибшего в бою), он чувствует себя изолированным, имеет проблемы в отношениях, а также одержимость процессом увеличения[прояснить]. Помимо Септимуса, биполярное расстройство и перепады настроения также можно наблюдать у Клариссы и Питера, хотя общество считает их вполне «нормальными».
В начале XX века психические заболевания в Великобритании часто игнорировались или не лечились. Большинству больных рекомендовали отдыхать и держаться подальше от дома. Врачи советуют то же Септимусу и в романе: по их мнению, человека приведут в равновесие изоляция, отсутствие раздражителей и отдых.
В «Миссис Дэллоуэй» смерть и страх перед ней также являются типичными мотивами. Кларисса пережила смерть родителей и сестры. Она принимает смерть как должное и не хочет грустить по этому поводу. В романе мы встречаем строки из одной из пьес Шекспира «Цимбелин»; среди прочего, эти строки помогают Клариссе смириться с собственной смертностью. Шекспир также символизирует здесь безнадёжность и спасение души. Непосредственной причиной болезни Септимуса является смерть его друга Эванса, и он совершает самоубийство как раз в день действия романа. Кларисса узнаёт о его смерти на вечеринке от доктора Брэдшоу, и это расстраивает её, хотя она и не была с ним знакома. Бегство женщины во внешний мир и рутину, её неспособность принять свои эмоции становится смертью души, тогда как Септимус защищается от смерти души смертью тела. На самом деле, никто из них обоих не считает смерть трагедией: для них это означает отказ от насилия и сохранение себя.
Помимо «Цимбелина», Вулф также намекает в романе на другие мотивы. Деревья и цветы часто играют не простую роль: в то время как Кларисса считает, что душа после смерти живёт в деревьях — по словам Септимуса, срубить дерево означает совершить убийство. Волны и вода — помимо выражения перетекания мыслей из одной в другую — почти всегда олицетворяют возможность ухода из жизни или смерти. В памяти Клариссы «всплывает» воспоминание: когда она была девочкой, она бросила шиллинг в озеро Серпентайн. В детстве жест означал бегство от реального действия, а в конце романа этот мотив появляется и в связи с умиранием.

### Социальная иерархия
В «Миссис Дэллоуэй» представлен и раскритикован и образ жизни британской аристократии. В XIX веке Британская империя стала крупнейшим государством в мире. Первая мировая война изменила эту ситуацию, заставив британцев осознать, что они не находятся в безопасности даже в своей стране. Когда писался роман, уже ослабевала власть старого господствующего класса: главные герои переживают собственный упадок, подобный упадку империи.
Вечер представляет собой представительный праздник высших слоёв общества. На нём присутствует даже премьер-министр, символизируя старые ценности Англии и упадок иерархической социальной системы. Угнетение низших классов и аристократические ценности в первую очередь представлены в романе в лице мисс Килман и сэра Уильяма Брэдшоу (психиатра Септимуса), но, находясь в браке, Кларисса Дэллоуэй также приняла этот образ жизни.
Классовые различия проявляются и в выражении контроля и превосходства: это ярко представлено врачами Септимуса. Хотя Септимус до войны считался образованным человеком, его низкий социальный статус и болезнь ставят его в уязвимое положение. Оба его врача — представители аристократии. К нему относятся снисходительно, и причина этого не только в болезни Септимуса, но и в его материальном положении. Септимус не выносит психического и физического контроля, он не хочет жить по чьим-то строгим правилам в своём собственном доме. Его самоубийство — это не только отказ от жизни, но и бунт против власти. В этом смысле он представляет угнетённый народ, который борется против власти, элиты, колонизаторов, конформизма. Септимус также считает, что оба его врача являются частью репрессивной системы, которая как раз требует участия в войне. По мнению врачей, Септимус представляет опасность для общества, напоминая британцам травмы, полученные ими во время войны, поэтому Септимуса и необходимо устранить.

## Реакция критики
Обзор романа впервые провела «Нью-Йорк таймс»: в нём сложное, но ясное изложение впечатлений и переживаний Клариссы рассматривалось как олицетворяющее и дух времени послевоенного периода, и точку зрения социального класса, и мнимость силы всей цивилизации. Кларисса, в отличие от подобных персонажей в предыдущих романах, была воспринята очень тонкой, тщательно проработанной личностью, «вневременной» фигурой.

## Экранизации
В 1997 году роман экранизировала режиссёр Марлен Горрис. Главные роли исполнили: Кларисса: Ванесса Редгрейв, Кларисса в молодости: Наташа МакЭлхоун.
Одноимённый роман Майкла Каннингема и снятая по нему драма «Часы» повествует о трёх женщинах, взаимосвязанных между собой, одной из которых является Вирджиния Вулф (сыграна Николь Кидман). Она в Англии пишет книгу «Миссис Дэллоуэй», персонажем которой косвенно является другая героиня картины — Кларисса, нью-йоркская женщина из будущего.